# Landolf II de Capoue
Pour les articles homonymes, voir Landolf.
Landolf II de Capoue  (né vers 825 mort en février/mars 879)   évêque de Capoue en 843 puis comte de Capoue de 862 à 879.

## Origine
Landolf II est le fils et homonyme de Landolf Ier, gastald puis comte de Capoue entre 815 et 843 et de son épouse inconnue. Selon la chronique d'Erchempert,  Landolf est encore jeune  lors de la mort de son père et il a une fratrie composé de Lando Ier,  Pando, et Landenolf.

## Évêque de Capoue
Peu de temps après la disparition de son père, l'évêque Paulin de Capoue (835-843) meurt à son tour et Landolf réussit à se faire élire, évêque de la cité sans doute avec l'assentiment de ses frères dont il semble être resté l'auxiliaire jusqu'à la mort de l'aîné Lando Ier en 860.   
Pendant son épiscopat en 856 Landolf   prend l'initiative, malgré l'avis initialement défavorable de ses aînés,  d'agrandir et de fortifier une bourgade située dans un méandre du Volturno qu'il souhaitait substituer comme capitale du comté à la ville fortifiée établie sur la colline après la destruction de l'antique Capoue  par les musulmans.

## Comte de Capoue
En 860 après la mort de Lando Ier  sa succession est  assurée par son fils le jeune Lando II que Landolf expulse avec sa mère Aloara et ses frères dès 861. Il met ensuite à profit la mort l'année suivante de son frère Pando, corégent de son neveu, pour chasser de Capoue ses enfants  dont l'aîné Pandenolf tentait de s'assurer la succession. Landolf se proclame comte de la cité.
Landolf II devenu le maitre de la future principauté poursuit la politique d'indépendance prônée par son père notamment vis-à-vis de Salerne à qui la suzeraineté de Capoue avait été attribué lors de la division de 849. L'évêque présenté comme un manipulateur fourbe par le chroniqueur  Erchempert  réussit à contrôler le pouvoir en opposant les membres de sa famille les uns autres et en s'appuyant alternativement sur les princes de Bénévent et de Salerne. Lorsque Louis II le Jeune se décide à intervenir dans le sud de l'Italie et se rend au Mont-Cassin en 866 Landolf II s'empresse de le rejoindre pour obtenir ses faveurs . L'empereur  sans doute alerté de la duplicité de Landolf par l'abbé du Mont-Cassin ne se laisse par circonvenir et marche sur Capoue avec ses troupes. Il s'empare de la ville détruit les remparts  et la livre à Lambert Ier de Spolète.
Landolf est alors conduit à un changement de politique et il s'allie avec les ennemis de l'empereur les Sarrazins que ce dernier était venu combattre dans. Landolf II ne prend pas part  au complot  organisé par les princes de Bénévent, Salerne et sans doute aussi les Napolitains qui après la prise de Bari sur les Sarrazins en 871 considèrent que les Francs sont désormais leurs adversaires les plus dangereux et qui se  termine par l'emprisonnement de l'empereur à Bénévent jusqu'à ce que ce dernier pour être libéré fasse le serment de ne plus revenir en Italie du Sud qu'à l'appel des princes lombards (septembre 871).
La recrudescence de la menace musulmane en Campanie notamment le siège de Salerne oblige Landolf II à prendre la tête de la région et du fait qu'il n'avait pas été impliqué dans le complot contre Louis II le Jeune il obtient avec succès de ce dernier une nouvelle intervention en Campanie où les musulmans sont vaincus en mai 872. Le désir de Landolf II d'obtenir la création d'un archevêché sur le territoire de Capoue et de Bénévent s'évanouit avec la mort de Louis II en 875.  Jusqu'à sa mort Landolf demeure en conflit avec  les autres potentats lombards et comme les autres dynastes il n'hésite pas à s'allier aux musulmans contre ses ennemis.  C'est dans ce contexte qu'il est menacé d'excommunication et de déposition par le pape Jean VII et qu'il est contraint finalement  d'accepter en 876 la politique anti musulmane que ce dernier impose aux lombards.  Malgré l'échec de ce projet lié à l'effacement de l'empire carolingien après la mort de Charles le Chauve, Landolf II en 877 sert encore avec Guaifer de Salerne d'intermédiaire dans des négociations du Saint-Siège avec et le préfet  Amalfi  pour obtenir contre le versement de 10 000 mancusi la  protection par une flotte de la côte de la mer Tyrrhénienne de l'état pontifical jusqu'à Civita-Vecchia. Landolf II meurt en  février ou mars 879 et le contrôle du  comté de Capoue devient l'objet d'un conflit inexpiable entre ses neveux.

### Sources
- Venance Grumel Traité d'études byzantines La Chronologie: Presses universitaires de France Paris 1958, « Princes Lombards de Bénévent et de Capoue » p. 418-420.
- Jules Gay L'Italie méridionale et l'Empire byzantin depuis l'avènement de Basile Ier jusqu'à la prise de Bari par les Normands (867-1071) Albert Fontemoing éditeur, Paris 1904 p. 636.
- « Chronologie historique des comtes et princes de Capoue » dans L'art de vérifier les dates… .
- (en) Landolf II (842-879) sur le site Medieval Lands.
- (it) article de Luigi Andrea Berto Landolfo dans enciclopedia TreccaniConsulté le 20 février 2014.
- (la) Erchempert « Historia Langabardorvm Beneventarnorvm » sur le site The Latin Library.